# Ervīns Muštukovs
Ervīns Muštukovs (* 7. April 1984 in Riga, Lettische SSR) ist ein lettischer Eishockeytorwart, der seit Dezember 2022 bei Tartu Kalev-Välk in der estnischen Eishockeyliga unter Vertrag steht.

## Karriere
Ervīns Muštukovs begann seine Karriere als Eishockeyspieler in der lettischen Eishockeyliga, in der er von 1999 bis 2003 für den HK Nik’s Brih Riga und die Stalkers Daugavpils aktiv war. Anschließend verbrachte der Torwart eine Spielzeit bei der kanadischen Juniorenmannschaft Drummondville Voltigeurs aus der LHJMQ, die ihn beim CHL Import Draft 2003 in der zweiten Runde als insgesamt 57. Spieler ausgewählt hatten. Im Sommer 2004 kehrte der Junioren-Nationalspieler nach Lettland zurück, wo er in den folgenden zweieinhalb Jahren in der belarussischen Extraliga sowie der lettischen Eishockeyliga für den HK Liepājas Metalurgs zwischen den Pfosten stand. Mit diesem wurde er 2006 lettischer Vizemeister.
Nachdem er die Saison 2006/07 ebenfalls beim HK Liepājas Metalurgs begonnen hatte, wechselte Muštukovs im Laufe der Spielzeit zu den Knoxville Ice Bears aus der Southern Professional Hockey League. Parallel lief er für Toledo Storm in der ECHL auf. In der folgenden Spielzeit stand der Lette erneut in Knoxville sowie beim ECHL-Team der Elmira Jackals unter Vertrag. Zur Saison 2008/09 wurde er von Dinamo Riga aus der neugegründeten Kontinentalen Hockey-Liga verpflichtet. Für Dinamo bestritt er allerdings nur zwei Spiele in der KHL, während er den Rest der Saison beim HK Riga 2000 in der belarussischen Extraliga absolvierte.
Die folgende Spielzeit verbrachte er bei den Dinamo-Juniors Riga, mit denen er lettischer Meister wurde, bevor er im Mai 2010 von den Sheffield Steelers aus der britischen Elite Ice Hockey League verpflichtet wurde. Mit diesen gewann er in der Saison 2010/11 die Meisterschaft der EIHL, wobei Muštukovs erheblichen Anteil am Titelgewinn hatte und hierfür mit mehreren individuellen Auszeichnungen geehrt wurde. Mit einer Fangquote von 92,2 Prozent war er bester Torwart der Liga und stellte mit zehn Shutouts einen neuen Ligarekord auf. Im Mai 2011 wurde Muštukovs für ein Jahr von den Odense Bulldogs aus der AL-Bank Ligaen verpflichtet und wechselte in den folgenden Jahren jährlich den Arbeitgeber. So spielte er für den Mora IK in der HockeyAllsvenskan, für Esbjerg Energy, wo er 2014 in das Second All-Star-Team der Metal Ligaen und zum besten Spieler seiner Mannschaft gewählt wurde, für die Aalborg Pirates ebenfalls aus der Metal Ligaen und Grenoble Métropole Hockey 38 aus der Ligue Magnus, wo er ebenfalls zum besten Spieler seiner Mannschaft gewählt wurde. 2016 kehrte er nach Sheffield zurück und gewann mit den Steelers 2017 die Playoffs der Elite Ice Hockey League. Er selbst trug mit der besten Fangquote und dem zweitgeringsten Gegentorschnitt hinter Ben Bowns maßgeblich zu diesem Erfolg bei. Im Folgejahr erreichte er die geringste Gegentorrate und die meisten Shutouts der Liga und wurde in das All-Star Second Team der EIHL gewählt. Trotzdem wechselte er nach der Saison nach Frankreich zurück. Die Spielzeit 2019/20 verbrachte er in der Heimat und erreichte dort die beste Fangquote, den geringsten Gegentorschnitt und meisten Shutouts der Liga. Nach zwei Jahren Tschechien und einer halben Saison in Polen, spielt er seit Dezember 2022 bei Tartu Kalev-Välk in der estnischen Eishockeyliga.

### International
Für Lettland nahm Muštukovs an der U18-Junioren-B-Weltmeisterschaft 2002, sowie den U20-Junioren-B-Weltmeisterschaften 2003 und 2004, den Olympischen Winterspielen 2010 in Vancouver und 2014 in Sotschi sowie den 2012 und 2015 teil. Im Erwachsenenbereich kam er dabei lediglich bei der Weltmeisterschaft 2015 zu einem Einsatz.

## Erfolge und Auszeichnungen
- 2006 Lettischer Vizemeister mit dem HK Liepājas Metalurgs
- 2010 Lettischer Meister mit Dinamo-Juniors Riga
- 2011 EIHL All-Star First Team
- 2011 Beste Fangquote der Elite Ice Hockey League
- 2011 Meister der Elite Ice Hockey League mit den Sheffield Steelers
- 2011 EIHL Torwart des Jahres
- 2014 Second All-Star-Team der Metal Ligaen
- 2017 Playoff-Sieger der Elite Ice Hockey League
- 2017 Beste Fangquote der Elite Ice Hockey League
- 2018 Geringste Gegentorrate, meiste Shutouts und All-Star Second Team der Elite Ice Hockey League
- 2020 Beste Fangquote, geringster Gegentorschnitt und meiste Shutouts der lettischen Eishockeyliga

## Statistik
(Stand: Ende der Saison 2010/11)